# アビィ・アハメド
アビィ・アハメド・アリ（Abiy Ahmed Ali、アムハラ語: ዐቢይ አህመድ አሊ、オロモ語: Abiyyii Ahimad Alii、1976年8月15日 - ）はエチオピアの政治家、軍人。2018年4月2日よりエチオピアの首相を務める。2019年に、その首相就任後に行った国民のための政治、特に長年終結しなかったエリトリアとの和平を実現したことが評価され、ノーベル平和賞を受賞した。2021年10月、アビィ・アハメドは2番目の5年間の任期で正式に誓約された。

## 人物
中南部地域に主に住むオロモ人出身としてはエチオピア初の首相（首相就任に際してオロモ人民民主機構(ODP)議長、与党連合エチオピア人民革命民主戦線(EPRDF)代表に就任）。報道などでは氏名はアビー・アハメドと表記されることが多い。なお、「アハメド」というのは姓ではなく父称（「アリ」は祖父の名）であり、通常は個人名のアビィ（アビー）で呼ばれる。

## 生い立ち・家族
1976年、現在のオロミア州にある小さな村ベシャシャにて誕生した。父親はオロモ人のイスラム教徒である一方で母親はアムハラ人のキリスト教徒であり、幼少時には「革命」を意味するアビヨット(Abiyot)という名で呼ばれていた。
アビィの父であるアハメド・アリ（別名アバ・ダベス、アバ・フィタ）はムスリムとして4人の妻を有した。母のテゼタ・ウォルテはエチオピア正教会の信徒でありアハメドの4番目の妻だった。アビィは夫妻の6人目の子にして末っ子だった。アビィの妻の名はジナシュ・タヤチョウといい、夫妻の間には3人の娘が誕生している。

## 学歴
出身民族地域のオロミア州で初等・中等教育を受けた。その後、後述する反政府運動に参加した後、政権交代後の国軍に勤務しつつ、首都のアジス・アベバにあるマイクロ情報工学大学で学位を得た(2001）。その後も、アッシュランド大学MBAなどの学位を得ている。また、政治の世界に入った後、アディスアベバ大学において、地元地域での宗教対立による紛争を題材にした研究で博士の学位を得ている（2017）。

## 反政府運動への参加・軍歴
10代のころに当時の政府（メンギスツ・ハイレ・マリアムの軍事独裁政権）に対する反政府運動を行う武装組織であったオロモ人民民主機構に参加する。当時の反政府組織の多くは北部のティグレ人であったが、オロモ人でありながらティグレの言葉を短い時間で覚えたことで、ティグレ人が多数派である反政府運動の中でもその存在を現した。
軍事政権崩壊後の1993年以降、新政権国軍の情報インテリジェンス関係の職務につく。1995年には虐殺事件後のルワンダの国連平和維持活動（国際連合ルワンダ支援団）のメンバーに選ばれたこともあり、エチオピア・エリトリア国境紛争や地元の宗教対立紛争でもインテリジェンス活動を行った（軍では佐官級（中佐）にまで昇進）後に、2010年に軍を退役する。

## 政治家として
2010年に、エチオピアの国政選挙において、下院の国会議員に選ばれた（選挙区は南西部アガロ地区）。議員になる前から、オロモ人の地域に属するジンマ地区でのイスラム教・キリスト教の対立による衝突を解決することに尽力。両者に和解を呼びかける中、解決のための機能を持つ「平和のための宗教フォーラム」を創設する。
2015年にも下院の国会議員に選ばれ（選挙区は南西部ゴンマ地区）、その年には政党であるオロモ人民民主機構の主要メンバーにも選ばれており、同年10月には科学技術大臣に就任した。
2016年10月、大臣職から離れて、国会議員のままオロミア州の代表行政官に就任した。同州において、土地・投資改革、若者の雇用問題、土地買い占めなどの問題に取り組み、2017年には政情不安によってソマリ州に住む100万にも及ぶオロモ人が国内避難民となって流入したときも、その対策に取り組んだ。2017年10月にはオロモ人民民主機構の事務局長に就任し、国民の間の宗教・民族の対立をなくすために国民の三分の二にあたるオロモ人とアムハラ人の間の連帯の形成をきづくことに努めた。このような中、アビィは多くの国民から広く人気ある政治家として知られることとなる。

## 首相として

### 首相就任
2018年2月に当時のハイレマリアム・デサレン首相は、首相職と与党勢力（EPRDF：エチオピア人民革命民主戦線）
の代表を辞任した。そして、次期首相は、与党連合を形成する４党（オロモ人民民主機構、アムハラ民族民主運動、ティグレ人民解放戦線、南エチオピア人民民主運動）から与党勢力代表として選ばれることとなった。4党の関係者の様々な駆け引きや議論の後、3月27日にオロモ人民民主機構より代表となったアビィが与党勢力の代表に選ばれ、4月2日に首相に就任した。アビィは、エチオピアの最大民族であるオロモから出た初めての首相である。

### 就任後の取り組み
2018年4月2日に首相に就任後、就任演説で、エチオピアの国や国民の統合を呼びかけ、エチオピア・エリトリア国境紛争後も緊張が続くエリトリアとの関係改善に向けた対話路線を表明したことから、国内での大きな支持を得た。まず、政治犯釈放や抑圧的制度の改正などを実施した。
同年6月には、エチオピア航空も含む多くの国営企業（通信・電力など）の完全もしくは部分的な民営化を行うことを決定した。
また、外交面では内陸国であるために近隣国の港湾へのアクセスを重視し、ジブチ国のジブチ港やスーダン国のポートスーダン港やソマリランド国の港への港湾投資への参加をそれぞれの国と合意した。そして、エチオピアにとってもうひとつ重要な近隣国で港湾を持つエリトリアとの和平が実現すれば、エリトリアの港湾を利用することが可能となることでジブチに偏った港湾利用の改善にもなり、エリトリアに隣接するエチオピア北部のティグレ州の発展にも寄与できることが期待されていた。

### エリトリアとの和平実現
1993年に、長い戦争を経てエチオピアから独立したエリトリアであるが、その後も両国国境にある町バドメの領有などの問題を経て、1998年より2000年までの間、両国の間で、エチオピア・エリトリア国境紛争が発生し多くの犠牲者や難民が発生した。紛争終結の際、国境のバドメの帰属問題について、両国は、アルジェで2000年に合意した内容に沿って調停をハーグ国境委員会に頼んだ結果、同委員会は、エリトリア帰属と決定した。しかし、エチオピア側は、アルジェでの合意があったにもかかわらず、委員会の決定に反対し、町を占拠して譲らなかった。また、両国の衝突発生も続いていた。
しかし、アビィ首相は、2018年6月、まずバドメの帰属問題について、2000年アルジェ合意によって調停したハーグ国境委員会の決定（エリトリア帰属）に従い、バドメを譲り渡すことに合意すると宣言することで、エリトリアとの和平への一歩を示した。6月20日にエリトリアのイサイアス・アフェウェルキ大統領は、アビィ首相の和平に係る考えに合意し、自国の外交団をエチオピアに送ることを示し、26日に、20年ぶりにエリトリア外交団がエチオピアを訪問した。
そして、2018年7月9日、アビィ首相は、エリトリアを訪問、首都アスマラにおいてイサイアス大統領と首脳会談を行った。両国の首脳会談は20年ぶりであった。翌日、平和友好の共同宣言（戦争状態の終結・外交関係や交通・通信等の再開・国境問題の合意・エリトリアの港湾のエチオピアの使用許可など）に署名した。この歴史的和解にはエリトリアのアッサブに初の海外軍事基地を設置したアラブ首長国連邦（UAE）の関与もあったとされ、24日にアビィ首相とイサイアス大統領はUAE最高勲章のザイード勲章を授与されている。
2018年9月16日、サウジアラビアの仲介によりアビィ首相はイサイアス大統領とともに「ジッダ平和協定」に署名した。

### ソマリアとソマリランドの仲介
2020年6月14日、ソマリアのモハメド・アブドゥライ・モハメド大統領と、1991年からソマリアに対して半独立状態にあるソマリランドのムセ・ビヒ・アブディ大統領が行った歴史的な首脳会談を主催国ジブチのイスマイル・オマル・ゲレ大統領とともに仲介した。

### 暗殺未遂・残る国内対立
2018年6月23日に、首都での一般公開による首相参加の政治集会において、手榴弾が投げられて、首相は無事だったが2名の死者と多くのけが人が発生した。また、北部ティグレ地方を基盤とする既得権力を持ったティグレ人側のアビィ首相に対する反発が存在し、決して無視できない状況である。
2019年10月23日、オロミア州で実施されていたアビィへの抗議デモが、暴動へと発展。デモの発端は、アビィの元盟友で、民族活動家のジャワル・モハメドが「治安部隊によって自身への攻撃が画策されている」と発表したことだった。アビィは、前日の22日、演説で「外国人とエチオピア旅券を所持しない人々」に向けて、エチオピアの平和と存在を脅かすならばいつでも行動に移ると発言しており、これがアメリカで実業家として活動しているジャワルの事を指していると受け取られた。アビィは、ジャワルの主張を否定している。この暴動の死者は60人以上の惨事へと発展した。
2019年12月、アビィによって繁栄党がエチオピア人民革命民主戦線の後身として結成されるも、エチオピア人民革命民主戦線に参加していた4党のうちティグレ人民解放戦線のみこれに参加しなかった。

### ノーベル平和賞の受賞
2019年10月11日、ノーベル賞の選考委員会は、アビィがノーベル平和賞に選ばれたと発表した。エリトリアとの和平を実現したことが評価されたものである。12月10日にノルウェーのオスロで開催された授与式では、自身のパートナー、平和における同志としてイサイアス大統領の名前を挙げ、代理として受賞するとスピーチした。

### ティグレ州への攻撃命令
2020年、エチオピア北部のティグレ州のティグレ人民解放戦線との間で軋轢が高まると、同年11月5日、アビィはティグレ人民解放戦線が政府軍の基地を攻撃したとして開戦を宣言した（ティグレ紛争）。ティグレ人民解放戦線は隣国のエリトリアがエチオピア政府軍を支援していると主張しており、エリトリアの首都アスマラの空港も攻撃した。同年11月8日には、陸軍参謀長、外相、連邦警察長官、情報庁長官を交代させている。
軍事衝突により、2020年11月22日までに民間人を含め数百人が死亡、4万人余りが避民化する中、アビィはティグレ人民解放戦線に降伏するよう最終通告を実施。
同年11月26日、通告期限が切れたとして州都メケレに対して最終攻勢を開始するよう軍に命令を行った。28日にはメケレを制圧したとして軍事作戦の完了を宣言した。
2021年3月23日、アビィはこれまで否定してきたエリトリア軍がティグレ州に展開している事実を認めて翌4月にエチオピア政府はエリトリア軍の撤収を発表した。